# Рур (департамент)
Департамент Рур или департамент Роер (фр. Département de la Roer) — название административной единицы Первой Французской империи располагавшегося на территориях в настоящий момент входящих в Германию и Нидерланды, существовавшего с 1797 по 1814 год. Столицей был город Ахен.
Своё название получил в честь реки Рур (иначе Роер — нидерл. Roer).

## История

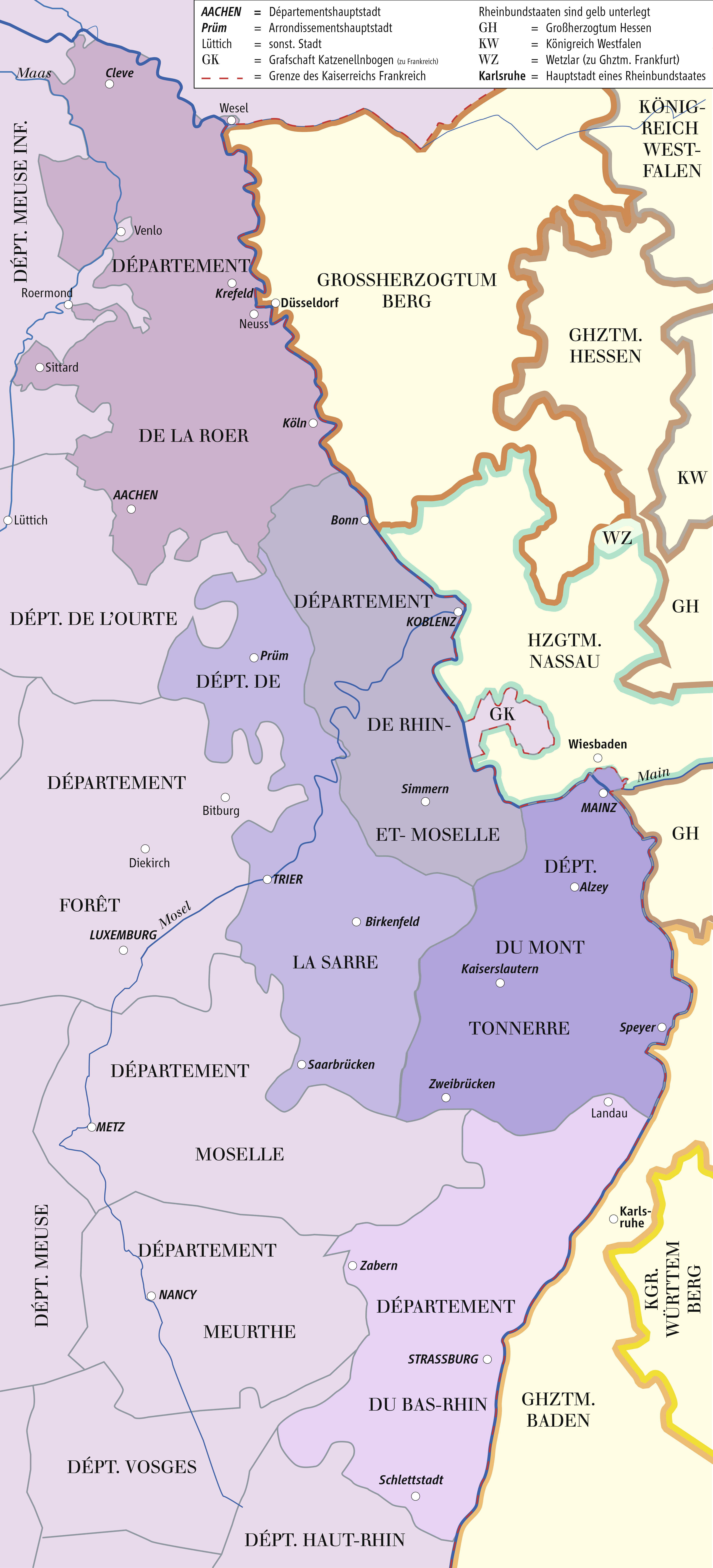
Рур среди рейнских департаментов

Левобережные территории Священной Римской империи были захвачены Францией в ходе Революционных войн в 1793—1797 годов. 17 октября 1797 по Кампо-Формийскому миру с Австрией эти территории перешли к Франции. 4 ноября 1797 года Директория разделила их на четыре департамента (Рур, Саар, Рейн-и-Мозель и Мон-Тонер), которые были организационно оформлены 23 января 1798 года. После разгрома Францией Австрии в ходе Войны второй коалиции и заключения 9 февраля 1801 года Люневильского мира эти департаменты были официально включены в состав Франции 9 марта 1801 года.
В состав Департамента Рур вошли территории герцогств Юлих и Клеве, часть Кёльнского архиепископства, вольный город Ахен, прусская часть герцогства Гельдерн и ряд иных земель между реками Маас и Рейн. В 1805 году к департаменту был присоединен город Везель.
В департаменте был введен кодекс Наполеона, который ликвидировал многие феодальные рудименты. Правовой процесс должен был происходить на французском языке.

## География
В «Dictionnaire géographique portatif» указывалось, что департамент производит зерно, имеет пастбища, железные рудники, минеральные источники воды, большое количество кузниц, металлургических заводов, плавильных печей, пушечных заводов. Имелись фабрики прядильные, по производству проволоки, латуни, игл, булавок; кожевенные заводы, стекольные заводы, бумажное производство. Известен лесами.

## Административное деление
Департамент подразделялся на районы и кантоны.

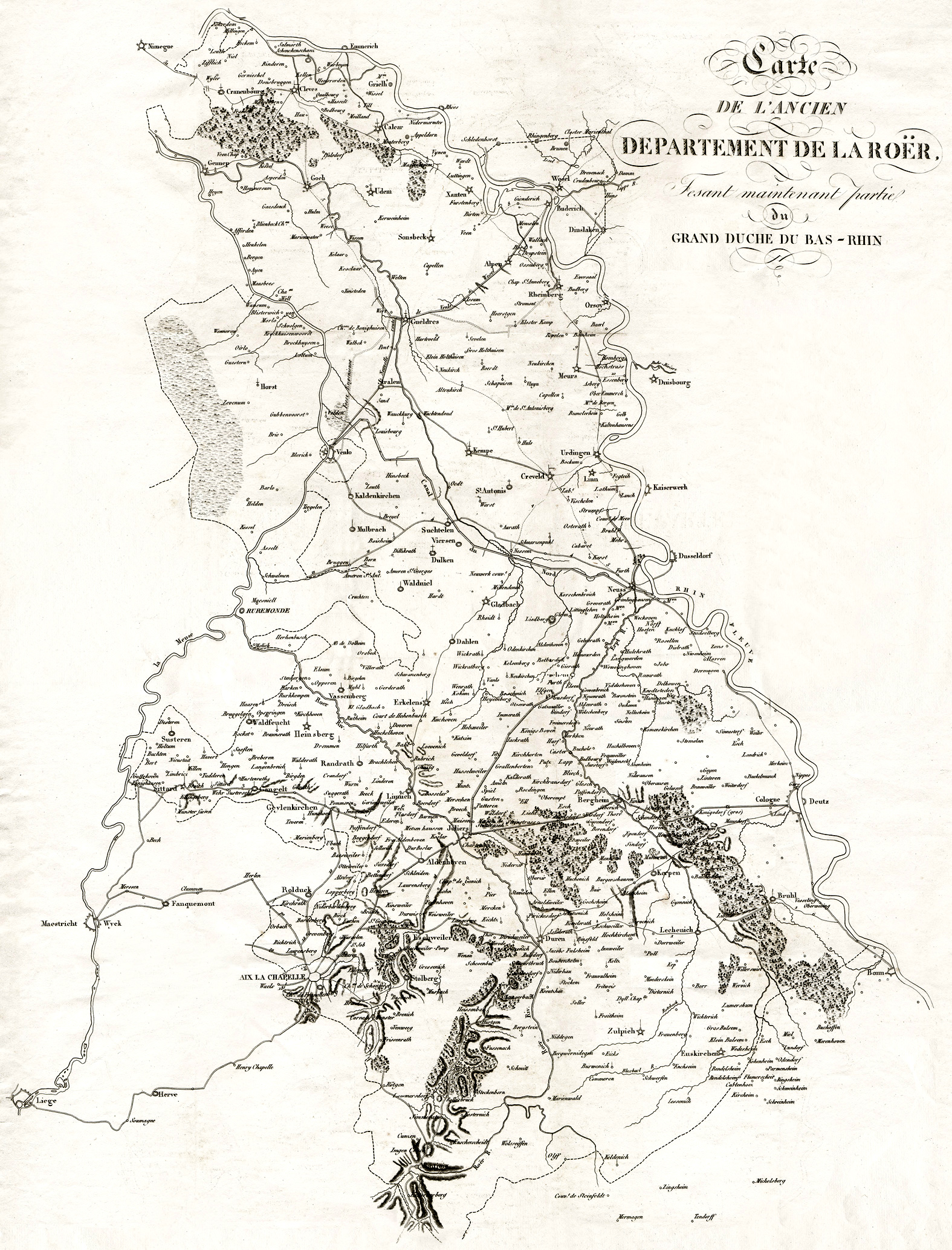

### в 1812 году
- Ахен, кантоны: Ахен (2 кантона), Буршейд (Burtscheid), Гайленкирхен, Гемунд (Gemünd), Дюрен, Линних, Моншау, Ситтард-Гелен, Фетвайс, Хайнсберг и Эшвайлер.
- Клеве, кантоны: Вахтендонк, Везель, Гельдерн, Гох, Калькар, Клеве, Краненбург, Ксантен и Хорст-ан-де-Мас.
- Крефельд, кантоны: Брюгген, Кемпен, Крефельд, Мёрс, Нерсен (Neersen), Нойс, Оденкирхен (Odenkirchen), Райнберг, Урбинген (Uerdingen), Фирзен и Эркеленц.
- Кёльн, кантоны: Бергхайм, Брюль, Дормаген, Вейден (Weiden), Кёльн, Керпен, Lechenich, Цюльпих, Эльсен (Elsen) и Юлих.

В 1812 году его население составило 631 094 человек.
После того, как в 1814 году Наполеон потерпел поражение, департамент Рур был разделен между Нидерландами и Пруссией.

## Управляющие
- 1800—1802: Николаус Себастьян Симон
- 1802—1804: Александр Эдмонд, барон де Мешин (de Méchin)
- 1804—1806: Жан Шарль Йозеф, граф де Лаумонд
- 1806—1809: Александр, граф де Ламет
- 1809—1814: Жан Шарль Франсуа барон де Ладусетт